# Высогорец, Михаил Амосович
Михаил Амосович Высогорец (бел. Міхаіл Амосавіч Высагорац; 2 декабря 1920 — 22 апреля 1996) — капитан Рабоче-крестьянской Красной Армии, участник Великой Отечественной войны, Герой Советского Союза (1944).

## Биография
Михаил Высогорец родился 2 декабря (по другим данным — 19 ноября) 1920 года в деревне Дуковщина (ныне — Стрижёво Бешенковичского района Витебской области Белоруссии) в крестьянской семье. Окончил десять классов школы, затем в 1940 году — Витебский учительский институт. В ноябре 1940 года Высогорец был призван на службу в Рабоче-крестьянскую Красную Армию. В 1941 году он окончил Московское военно-инженерное училище в посёлке Болшево. С января 1942 года — на фронтах Великой Отечественной войны. Был курсантом инженерной роты, затем командовал сапёрной и мотоинженерной ротами. Воевал в составе Приморской армии, Воронежского, 1-го Украинского, 1-м Белорусского фронтов. Принимал участие в спецзаданиях по подрыву важных объектов в Калужской области, обороне Севастополя, боях за Воронеж, Воронежско-Касторненской операции, Курской битве, Харьковской операции, Проскуровско-Черновицкой, Львовско-Сандомирской, Висло-Одерской операциях, штурме Берлина. К июлю 1944 года гвардии капитан Михаил Высогорец командовал инженерной ротой 13-го гвардейского отдельного мотоинженерного батальона 17-й мотоинженерной бригады 1-й гвардейской танковой армии 1-го Украинского фронта. Отличился во время освобождения Польши.
В июле-августе 1944 года Высогорец руководил строительством мостов через Западный Буг, Сан и Вислу. Несмотря на массированный вражеский огонь, он лично руководил действиями своей роты на передовой.
Указом Президиума Верховного Совета СССР от 23 сентября 1944 года за «образцовое выполнение боевых заданий командования на фронте борьбы с немецкими захватчиками и проявленные при этом мужество и героизм» гвардии капитан Михаил Высогорец был удостоен высокого звания Героя Советского Союза с вручением ордена Ленина и медали «Золотая Звезда» за номером 4583.
В 1945 году Высогорец был уволен в запас. В 1957 году он окончил горный техникум, после чего работал в Новокузнецке начальником производственно-технического отдела Шахтостроительного управления № 8 треста «Куйбышевуголь». 
С 1974 года Высогорец проживал и работал в посёлке Шаховская Московской области. Работал в ПМК-287, заместителем главврача по хозчасти центральной районной больницы.
Скончался 22 апреля 1996 года. Похоронен на родине на кладбище деревни Стрижёво под Бешенковичами.

## Награды и звания
- Герой Советского Союза (23.09.1944)
- Орден Ленина (23.09.1944)
- Медаль «Золотая Звезда»
- Орден Красного Знамени (10.04.1945)
- Орден Отечественной войны I степени (06.04.1985)
- Орден Красной Звезды (29.05.1944)
- Медаль «За отвагу» (17.09.1943)
- Медаль «За оборону Севастополя»
- Медаль «За взятие Берлина»
- Медаль «За победу над Германией»
- Ряд медалей[1]

## Память
- В 1999 году на доме, где последние годы жил М. А. Высогорец, установлена мемориальная доска.
- В центре посёлка Шаховская, у здания историко-краеведческого музея, в 1985 году установлен бюст Героя. В декабре 2018 года бетонный бюст был заменен на бронзовый.
- В посёлке Шаховская на Аллее Героев М. А. Высогорцу установлен памятник[2].
- Имя М. А. Высогорца присвоено средней школе в агрогородке Бочейково Бешенковичского района Витебской области Беларуси[3]. Одна из экспозиций в школьном музее посвящена М. А. Высогорцу. На здании школы установлена мемориальная доска в честь М. А. Высогорца.
- В рамках празднования 575-летия Бешенкович около районного историко-краеведческого музея 6 августа 2022 года открыта Аллея Героев Советского Союза, уроженцев Бешенковичского района, установлены бюсты — К. А. Абазовского, М. А. Высогорца, Л. М. Доватора, И. И. Строчко, М. Н. Ткаченко[4][5].